# Connarus impressinervis
Connarus impressinervis är en tvåhjärtbladig växtart som beskrevs av Benjamin Clemens Masterman Stone. Connarus impressinervis ingår i släktet Connarus och familjen Connaraceae. Inga underarter finns listade i Catalogue of Life.